# Ledwa Mahua
Ledwa Mahua è una suddivisione dell'India, classificata come census town, di 11.524 abitanti, situata nel distretto di Sant Kabir Nagar, nello stato federato dell'Uttar Pradesh. In base al numero di abitanti la città rientra nella classe IV (da 10.000 a 19.999 persone).

## Geografia fisica
La città è situata a 26° 56' 22 N e 83° 05' 47 E.

## Società

### Evoluzione demografica
Al censimento del 2001 la popolazione di Ledwa Mahua assommava a 11.524 persone, delle quali 6.046 maschi e 5.478 femmine. I bambini di età inferiore o uguale ai sei anni assommavano a 2.572, dei quali 1.323 maschi e 1.249 femmine. Infine, coloro che erano in grado di saper almeno leggere e scrivere erano 5.017, dei quali 3.159 maschi e 1.858 femmine.